# Лужница (Високо)
Лужница је насељено мјесто у граду Високом, Босна и Херцеговина.

## Становништво
|         | 2013.       | 1991.        | 1981.       | 1971.        |
| Укупно  | 21 (100,0%) | 111 (100,0%) | 88 (100,0%) | 213 (100,0%) |
| Бошњаци | 19 (90,48%) | 34 (30,63%)1 | –           | 68 (31,92%)1 |
| Срби    | 2 (9,524%)  | 77 (69,37%)  | 88 (100,0%) | 144 (67,61%) |
| Остали  | –           | –            | –           | 1 (0,469%)   |

1. 1 На пописима од 1971. до 1991. Бошњаци су пописивани углавном као Муслимани.